# 館山サンセットユースホステル
館山サンセットユースホステル（たてやまサンセットユースホステル）は、日本ユースホステル協会に加盟していた千葉県館山市のユースホステル。
2010年5月1日に開館。2019年5月31日にユースホステルとしては閉館し、同年7月より館山サンセットの名称で営業を再開したが、同年9月の令和元年房総半島台風による被害が大きく、後に解体された。

## 設備
- 館内無線LAN
- 全室禁煙
- 全室個別冷暖房
- 電子レンジ・ポット・食器無料貸し出し
- ボディーシャンプー・シャンプー・リンス
- 共有冷蔵庫
- バーベキューガーデン（有料）

## 交通アクセス
- JR内房線館山駅からJRバス神戸廻白浜行 安房神戸バス停下車 徒歩20分